# Alexandru Ioaniţiu

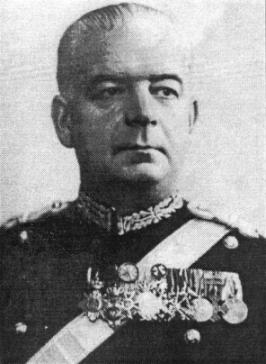
Brigadegeneral Alexandru Ioaniţiu

Alexandru Ioaniţiu (* 2. Februar 1890 in Botoșani; † 19. September 1941 bei Baden, Ukraine; Flugzeugabsturz) war ein rumänischer Offizier und zuletzt Brigadegeneral (General de Brigada), der unter anderem während des Zweiten Weltkrieges von 1940 bis zu seinem Tode bei einem Flugzeugabsturz Chef des Generalstabes der Armee (Șeful Marelui Stat Major al Armatei Române) war. Er wurde nach seinem Tode posthum zum Generalmajor (General Maior) befördert.

## Leben

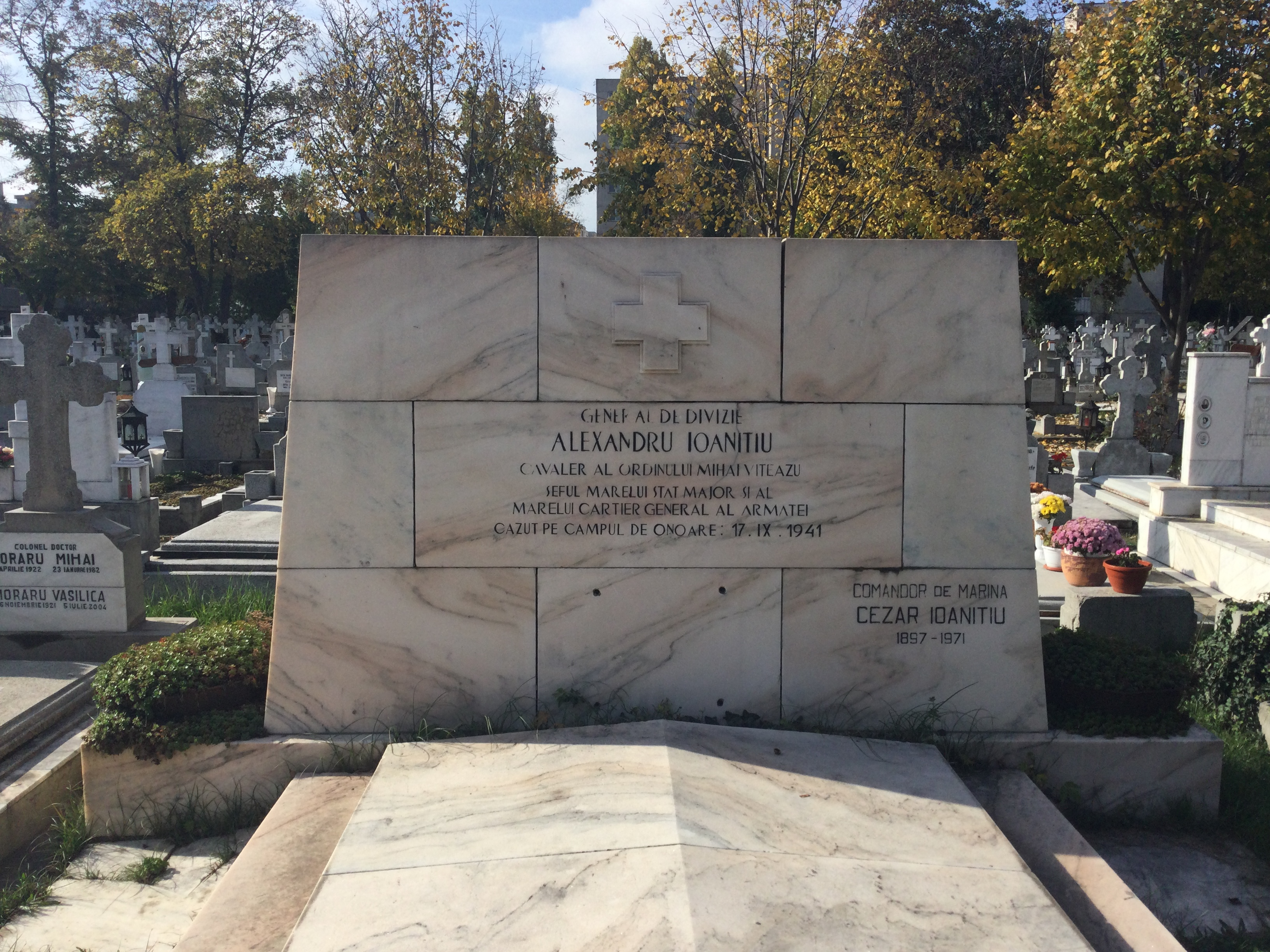
Grabstätte von Alexandru Ioaniţiu auf dem Ghencea-Friedhof in Bukarest.

Alexandru Ioaniţiu absolvierte eine Offiziersausbildung an der Militärschule in Iași und wurde nach deren Abschluss 1910 als Unterleutnant (Sublocotenent) in das Heer des Königreichs Rumänien (Forțele Terestre Române) übernommen. Danach fand er zahlreiche Verwendungen als Offizier und wurde 1916 zum Hauptmann (Căpitan) befördert. Während des Ersten Weltkrieges nahm er während des Rumänienfeldzuges unter anderem an der Schlacht am Argesch (1. bis 6. Dezember 1916), der Schlacht bei Rimnicul-Sarat (22. bis 27. Dezember 1916) sowie der Schlacht von Mărășești (6. August bis 3. September 1917) teil und wurde 1917 zum Major (Maior) befördert.
Zu Beginn der Zwischenkriegszeit besuchte Ioaniţiu von 1919 bis 1920 die Höhere Kriegsschule (Școala Superioară de Război) in Bukarest. Er wurde während seiner darauf folgenden Verwendungen am 1. Juli 1928 zum Oberstleutnant (Locotenent Colonel) sowie am 15. April 1934 zum Oberst (Colonel) befördert, woraufhin er zwischen 1934 und 1936 Kommandeur des 1. Grenzartillerieregiments war. Im Anschluss fungierte er von 1936 bis 1938 als Leiter der Abteilung Koordination im Generalstab der Armee und zugleich 1937 als Leiter des Sekretariats des Obersten Nationalen Sicherheitsrates. Zwischen 1938 und 1939 diente er als Kommandeur der 3. Artilleriebrigade und wurde in dieser Verwendung am 27. Februar 1939 zum Brigadegeneral (General de Brigada) befördert. Am 22. Mai 1939 wurde er Kommandant der Höheren Kriegsschule und verblieb auf diesem Posten bis zum 6. September 1940. Für seine Verdienste wurde er am 8. Juni 1940 zum Kommandeur des Ordens der Krone von Rumänien ernannt.
Als Nachfolger von Generalleutnant Gheorghe Mihail wurde Brigadegeneral Alexandru Ioaniţiu am 6. September 1940 Chef des Generalstabes der Armee (Șeful Marelui Stat Major al Armatei Române), bis er am 19. September 1941 während der Schlacht um Odessa (8. August bis 16. Oktober 1941) bei einem Flugzeugabsturz ums Leben kam. Sein Nachfolger wurde daraufhin Generalleutnant Iosif Iacobici. Ioaniţiu wurde noch an seinem Todestag posthum zum Generalmajor (General Maior) befördert und am 8. Oktober 1941 mit dem Militärorden Michael der Tapfere Dritter Klasse ausgezeichnet.

## Veröffentlichungen
- Războiul României (1916–1918), 1929
- Pentru generațiile de azi și de mâine. Virtuțile neamului în lumina războiului nostru național, 1930
- Elemente de strategie, Mitautor General Ion Sichitiu, 1936
- Călăuza ofițerului. Strategie și tactică aplicată, 1936